# تیم ملی والیبال زنان بلغارستان
تیم ملی والیبال زنان بلغارستان تیم ملی والیبال زنان کشور بلغارستان است.